# Bruno Gudelj
Bruno Gudelj (* 8. Mai 1966 in Zagreb) ist ein kroatischer Handballtrainer und ehemaliger Handballspieler, der zumeist auf Rückraum Mitte eingesetzt wurde.
Der 1,92 m große Rechtshänder begann seine Karriere beim kroatischen Spitzenklub Badel 1862 Zagreb, mit dem er den Europapokal der Landesmeister 1992 und 1993 gewann. In der heimischen Liga wurde er 1989, 1991, 1992, 1993 und 1994 Meister sowie 1991, 1992, 1993 und 1994 Pokalsieger. 1994 wechselte er zum deutschen Zweitligisten TSG Altenhagen-Heepen, für den er in zwei Jahren 378 Tore in 65 Spielen erzielte. 1996 verpflichtete ihn der Bundesligist TUSEM Essen, Nach einer Saison ging er in die spanische Liga ASOBAL zu Bidasoa Irún. Dort blieb er auch nur eine Spielzeit und übernahm ab 1999 den Posten als Spielertrainer beim österreichischen Verein Bregenz Handball. Mit Bregenz gewann er 2001 und 2002 die Meisterschaft sowie 2000, 2002 und 2003 den Pokal. Im Sommer 2003 beendete er seine Karriere.
Mit der kroatischen Nationalmannschaft gewann Bruno Gudelj bei den Mittelmeerspielen 1993 Gold, bei der Europameisterschaft 1994 Bronze, bei der Weltmeisterschaft 1995 Silber und als Krönung seiner Karriere bei den Olympischen Spielen 1996 die Goldmedaille. Er bestritt mindestens 77 Länderspiele.
Nach seinem Abschied aus Bregenz übernahm Gudelj 2004 das Traineramt von Lino Červar bei seinem Heimatverein RK Zagreb, mit dem er 2005 Meister und Pokalsieger wurde und das Finale im Europapokal der Pokalsieger 2004/05 erreichte, dort aber Ademar León unterlag. In der folgenden Spielzeit betreute er HIT Innsbruck.